# Tổ hợp rừng Kaeng Krachan
Tổ hợp rừng Kaeng Krachan là Di sản thế giới được UNESCO công nhận tại Thái Lan. Nó bao gồm các vườn quốc gia Kaeng Krachan, Kui Buri, Chaloem Phrakiat Thai Prachan và Khu bảo tồn động vật hoang dã Mae Nam Phachi thuộc các tỉnh Ratchaburi, Phetchaburi, Prachuap Khiri Khan ở miền Tây Thái Lan, trên khu vực biên giới với Myanmar.

## Mô tả
Tổ hợp rừng này nằm dọc theo dãy núi Tenasserim, một phần của sườn núi đá vôi - granit chạy theo hướng Bắc-Nam dọc theo bán đảo Mã Lai. Khu vực này nằm ở nơi giao nhau của các hệ sinh thái động thực vật của Himalaya, Đông Dương và Sumatra nên có sự đa dạng sinh học đáng kể.
Hệ thực vật là những cánh rừng thương xanh mưa ẩm và thường xanh bán rụng lá, rừng trên núi và rừng khộp mùa thay lá. Đây là nơi có nhiều loài thực vật đặc hữu, có nguy cơ tuyệt chủng trên toàn cầu.
Về động vật, khu vực này có hai vùng chim quan trọng, trong đó có 8 loài bị đe doạ trên toàn cầu. Đây còn là nhà của một số loài động vật hoang dã quý hiếm và cực kỳ nguy cấp như sói đỏ, bò banteng, voi châu Á, rùa núi vàng, rùa núi nâu, cá sấu Xiêm nhưng đáng chú ý nhất khi 8 loài thuộc họ Mèo gồm: Hổ, Mèo cá, Báo hoa mai, Báo lửa, Báo gấm, Mèo gấm và Mèo ri đều có mặt tại đây.